# Яроциньский, Стефан
Стефан Яроциньский (пол. Stefan Jarociński; 16 августа 1912, Велёнтки, Царство Польское, Российская империя — 8 мая 1980, Варшава, Польская Народная Республика) — польский музыкальный критик и музыковед.

## Биография
Родился Стефан Яроциньский 16 августа 1912 года в селе Велёнтки.
В 1938-1939 годах изучал музыковедение у Я. Пуликовского в университете в Варшаве.
В 1945-1947 годах брал уроки композиции у М. Списака и Н. Буланже и изучал социологию в Сорбонне (Парижский университет).
В 1947-1952 годах — музыкальный руководитель Театра Польского радио в Варшаве.
В 1952-1958 годах — редактор музыкального отдела журнала «Przegląd Kulturalny».
С 1950 года — научный сотрудник Института искусств Польской академии наук.
С 1968 года — руководитель музыкального сектора этого института.
Посетил СССР в 1957 году.
Ушёл из жизни 8 мая 1980 года в Варшаве.

## Литературные труды
- Tendencje wspуlczesnej muzyki polskiej, «RMz», 1946, No 15-16
- Na drogach wspуlczesnej muzyki polskiej, «Kuznica», 1948, No 34-35
- Antoni Sygietynski jako krytyk muzyczny, «Materialy do studiуw i dyskusji», 1951, No 7-8
- Maurycy Mochnacki jako krytyk muzyczny, «Studia muzykologiczne», t. 3, 1954, s. 389-520
- Wolfgang Amadeusz Mozart, Kr., 1954, 1972
- Antologia polskiej krytyki muzyczej XIX i XX wieku, Kr., 1955
- Z zagadnien krytyki muzyczej 10-lecia Polski Ludowej, «Muzyka», 1956, No 1
- Glуwne tendencje estetyczne w muzyce XX w., там же, 1956, No 3
- Bibliografia drukуw dotyczacych muzyki wspуlczesnej wydanych na zachodzie, «Muzyka», 1956, No 3
- Z pogladуw estetycznych Szymanowskiego w swietle jego publicystyki, там же, 1957, No 4
- Orfeusz na rozdrozu. Sylwetki muzykуw XX-go wieku, Warsz., 1958, Kr., 1974
- Polskie czasopismiennictwo muzyczne w XIX i XX w. (do 1939 r.), «Muzyka», 1959, No 2
- Quelques aspects de l'univers sonore de Debussy, в сб.: Debussy et l'évolution de la musique au XXe siècle, éd. par E. Weber, P., 1965
- Debussy a impresjonizm i symbolizm, Kr., 1966
- Witold Lutoslawski, Materyaly do monografii, Kr., 1967
- Debussy. Kronika zycia, dziela, epoki, Kr., 1972.